# 박옥분
박옥분(朴玉分, 1966년 9월 24일 ~ )은 대한민국 경기도의회 의원이다.

## 학력
- 경기대학교 정치전문대학원 공공정책학과 박사과정 수료

## 경력
- 민주당 경기도당 대변인
- 수원시 좋은시정위원회 여성복지 전문위원
- 더불어민주당 중앙당 부대변인
- 2014년 7월 1일 ~ 2018년 6월 30일: 제9대 경기도의회 의원 (초선, 비례대표)
- 2018년 7월 1일 ~ 2022년 6월 30일: 제10대 경기도의회 의원 (재선, 수원시 제2선거구)
  - 2018년 7월 ~ 2020년 6월: 제10대 경기도의회 전반기 여성가족평생교육위원회 위원장
  - 2020년 7월 ~ 2022년 6월: 제10대 경기도의회 후반기 교육행정위원회 위원
- 2022년 7월 1일 ~ : 제11대 경기도의회 의원 (3선, 수원시 제2선거구)
  - 제11대 경기도의회 전반기 보건복지위원회 위원
- 2024년 10월 ~ : 더불어민주당 경기도당 대변인

## 역대 선거 결과
|  | 43.78% |

|  | 64.1% |

|  | 54.3% |